# ILY (I Love You Baby)
«ILY (I Love You Baby)» (originalmente titulada «ILY» y estilizada en minúsculas cómo ily (i love you baby)), es una canción del productor estadounidense Surf Mesa en colaboración con la cantante estadounidense Emilee. Inicialmente fue lanzada el 26 de noviembre de 2019. Cuando la canción fue relanzada a través de Astralwerks y Universal Music Group en febrero de 2020, ganó bastante popularidad a través de videos en la aplicación TikTok. Desde entonces, la canción alcanzó los primeros diez puestos en Austria, Alemania, Países Bajos y Suiza, así como los primeros cuarenta lugares en Australia, Bélgica (Flandes y Valonia), República Checa, Dinamarca, Estonia, Francia, Irlanda, Lituania, Nueva Zelanda, Noruega y Eslovaquia. La canción muestra líricamente la canción de 1967 «Can't Take My Eyes Off You» de Frankie Valli.

## Antecedentes y composición
Originalmente titulada «ILY», la canción fue renombrada como «ILY (I Love You Baby)» para que las personas la encontraran fácilmente. Mike Wass, de Idolator, describió la canción como un «coro en un bucle sobre un sintetizador de ensueño que cae en algún artista o productor entre Petit Biscuit y Kasbo» y la elogió como «la banda sonora perfecta para cualquier momento feliz del día». Hits Daily Double llamó a la versión original de la canción como «un club bang de calentamiento».

## Lista de canciones
| Descarga digital (Sencillo) |                         |          |  |
| N.º                         | Título                  | Duración |  |
| 1.                          | «ILY (I Love You Baby)» | 2:56     |  |

| Descarga digital (Remixes) |                                       |          |  |
| N.º                        | Título                                | Duración |  |
| 1.                         | «ILY (I Love You Baby)» (ARTY Remix)  | 3:07     |  |
| 2.                         | «ILY (I Love You Baby)» (Topic Remix) | 2:36     |  |

## Posicionamiento en listas
| Listas (2020)                                           | Mejor posición |
| ------------------------------------------------------- | -------------- |
| Australia (ARIA)                                        | 17             |
| Austria (Ö3 Austria Top 40)                             | 5              |
| Bélgica (Ultratop 50 Flanders)                          | 11             |
| Bélgica (Ultratop 50 Wallonia)                          | 36             |
| Canadá (Canadian Hot 100)                               | 37             |
| República Checa (Singles Digital Top 100)               | 22             |
| Dinamarca (Tracklisten)                                 | 38             |
| Estonia (Eesti Ekspress)                                | 38             |
| Francia (SNEP)                                          | 12             |
| Alemania (Official German Charts)                       | 7              |
| Grecia (IFPI)                                           | 78             |
| Hungría (Single Top 40)                                 | 21             |
| Hungría (Stream Top 40)                                 | 20             |
| Irlanda (IRMA)                                          | 16             |
| Italia (FIMI)                                           | 34             |
| Lituania (AGATA)                                        | 11             |
| Malasia (RIM)                                           | 7              |
| Países Bajos (Dutch Top 40)                             | 9              |
| Países Bajos (Single Top 100)                           | 5              |
| Nueva Zelanda (RMNZ)                                    | 16             |
| Noruega (VG-lista)                                      | 14             |
| Polonia (Polish Airplay Top 100)                        | 37             |
| Portugal (AFP)                                          | 22             |
| Rumania (Airplay 100)                                   | 5              |
| Rusia (Tophit)                                          | 56             |
| Escocia (Official Charts Company)                       | 9              |
| Singapur (RIAS)                                         | 12             |
| Eslovaquia (Singles Digitál Top 100)                    | 22             |
| España (PROMUSICAE)                                     | 72             |
| España (Bucle Top 20)                                   | 6              |
| Suecia (Sverigetopplistan)                              | 24             |
| Suiza (Schweizer Hitparade)                             | 4              |
| Reino Unido-UK Singles (Official Charts Company)        | 22             |
| Estados Unidos - Billboard Hot 100                      | 72             |
| Estados Unidos - Hot Dance/Electronic Songs (Billboard) | 4              |
| Estados Unidos - US Mainstream Top 40 (Billboard)       | 37             |

## Certificaciones
| Región        | Organismo certificador | Certificación | Ventas certificadas | Ref.   |
| ------------- | ---------------------- | ------------- | ------------------- | ------ |
| Australia     | ARIA                   | Oro           | 35 000              | [ 41 ] |
| Bélgica       | BEA                    | Oro           | 20 000              | [ 42 ] |
| Canadá        | MC                     | Oro           | 40 000              | [ 43 ] |
| Francia       | SNEP                   | Oro           | 100 000             | [ 44 ] |
| Nueva Zelanda | RMNZ                   | Oro           | 15 000              | [ 45 ] |